# Monopterus fossorius
Monopterus fossorius är en fiskart som först beskrevs av Nayar, 1951.  Monopterus fossorius ingår i släktet Monopterus och familjen Synbranchidae. IUCN kategoriserar arten globalt som starkt hotad. Inga underarter finns listade i Catalogue of Life.